# Diocèse de Thunder Bay
Le diocèse de Thunder Bay est un diocèse de l'Église catholique au Canada situé en Ontario. Il fait partie de la province ecclésiastique de Toronto. Il fut d'abord érigé sous le nom de diocèse de Fort William en 1952.

## Description
Le diocèse de Thunder Bay couvre une superficie de 220 000 km2 et comprend 49 paroisses.

## Histoire
Le diocèse fut érigé sous le nom de diocèse de Fort William le 29 avril 1952 à partir de territoires du diocèse de Sault-Sainte-Marie et de l'archidiocèse de Saint-Boniface. Il adopta son nom actuel le 26 février 1970.

## Évêques
- Edward Quentin Jennings (1952-1969)
- Norman Joseph Gallagher (1970-1975)
- John Aloysius O'Mara (en) (1976-1994)
- Frederick Bernard Henry (en) (1995-1998)
- Frederick Joseph Colli (de) (1999-2024)
- Alan Campeau (2025-...)